# Серёгино (Шарьинский район)
Серёгино — деревня в составе Шангского сельского поселения Шарьинского района Костромской области России.

## География
Расположена на берегу речки Чекмачки, притоку реки Малая Шанга.

## История
Согласно переписи населения 1897 года в деревне проживало 90 человек (33 мужчины и 57 женщин).
Согласно Списку населенных мест Костромской губернии в 1907 году деревня Серёгино (Подборная) относилась к Николо-Шангской волости Ветлужского уезда Костромской губернии. По сведениям волостного правления за 1907 год в деревне числилось 19 крестьянских дворов и 114 жителей. Основным занятием жителей деревни был лесной промысел.

## Население
| 2008 | 2010 | 2014 |
| ---- | ---- | ---- |
| 14   | ↗23  | ↘6   |